# Phrygionis polita
Phrygionis polita là một loài bướm đêm trong họ Geometridae.